# Contre-dépendance
La contre-dépendance est un état de refus d'attachement, de déni des besoins personnels et de dépendance, et peut s'étendre jusqu'à l'omnipotence et au refus du dialogue (que l'on retrouve dans le narcissisme destructeur).

## Origines développementales
Les racines de la contre-dépendance peuvent se trouver dans le négativisme de l'âge des deux ans, ou à l'adolescence. Comme Selma Fraiberg le relève, les enfants de deux ans disent « non » à presque toutes les questions qui leur sont posées... comme s'ils établissaient leur indépendance à ce moment, leur séparation d'avec leur mère, tout en étant en face d'elle". Alors que la mère a des difficultés à accepter les besoins de distances de l'enfant, l'enfant peut rester coincé dans la phase de contre-dépendance à cause d'un traumatisme développemental.
De la même façon, l'adolescent peut éprouver le besoin d'établir une séparation de pensée vis-à-vis de ses parents, ; leurs problématiques non résolues peuvent mener à une contre-dépendance mécanique et à une affirmation de soi indisciplinée dans leur vie ultérieure.

## Manifestations adultes
La personnalité contre-dépendante a été décrite comme étant accro à l'activité, souffrant de mégalomanie, et repoussant les autres. Ayant la peur d'être submergée, elle évite le contact social, ce qui peut conduire à l'isolement affectif à la dépression.
L'homme contre-dépendant peut notamment se targuer d'être « viril », ne pas avoir besoin d'affection, de soutien ou de chaleur, et être dur, indépendant ; ce qui est d'autant plus renforcé par la socialisation du genre. Une femme qui prend la position de contre-dépendance peut se constituer un faux-self ou une persona androcentrique
Le comportement apparemment indépendant d'un contre-dépendant peut agir comme un puissant leurre pour le co-dépendent ; une fois un couple formé des deux partenaires co-dépendant/contre-dépendant, les changements de rôles sont parfois retrouvés.
En thérapie, la personnalité contre-dépendante souhaite souvent fuir le traitement, comme une défense contre la possibilité de régression. En gardant le thérapeute à distance et en évitant autant que possible de se référer aux sentiments, elle peut essayer de contrôler le thérapeute pour préserver son indépendance.

## Point de vue existentiel
Les thérapeutes existentiels font la distinction entre les interdépendances d'une part, et la dépendance ainsi qu'une forme d'évasion de contre-dépendance rebelle, d'autre part.

## Transfert
La contre-dépendance peut se présenter dans une situation clinique sous la forme d'un transfert négatif.
Dans la théorie de la construction personnelle de George Kelly, le terme est utilisé dans un autre sens, pour décrire le transfert de dépendance du thérapeute sur le patient (transfert contre-dépendant).